# Gare de Bétaille
La gare de Bétaille est une gare ferroviaire française de la ligne de Souillac à Viescamp-sous-Jallès, située à proximité du bourg de la commune de Bétaille, dans le département du Lot, en région Occitanie.
Elle est mise en service en 1891, par la Compagnie du chemin de fer de Paris à Orléans (PO).
C'est une halte voyageurs de la Société nationale des chemins de fer français (SNCF), desservie par un seul train TER les samedis et dimanches soir.

## Situation ferroviaire
Établie à 123 mètres d'altitude, la gare de Bétaille est située au point kilométrique (PK) 643,965 de la ligne de Souillac à Viescamp-sous-Jallès, entre les gares de Vayrac et de Puybrun.

## Histoire
L'arrêt de Bétaille est mis en service le 11 mai 1891 par la Compagnie du chemin de fer de Paris à Orléans (PO), lorsqu'elle ouvre à l'exploitation la section de Saint-Denis-près-Martel à Viescamp-sous-Jallès,.
En 1896, la Compagnie du PO indique que la recette de la gare pour l'année entière est de 1 847 francs.

## Service des voyageurs

### Accueil
Halte SNCF, c'est un point d'arrêt non géré (PANG) à accès libre.

### Desserte

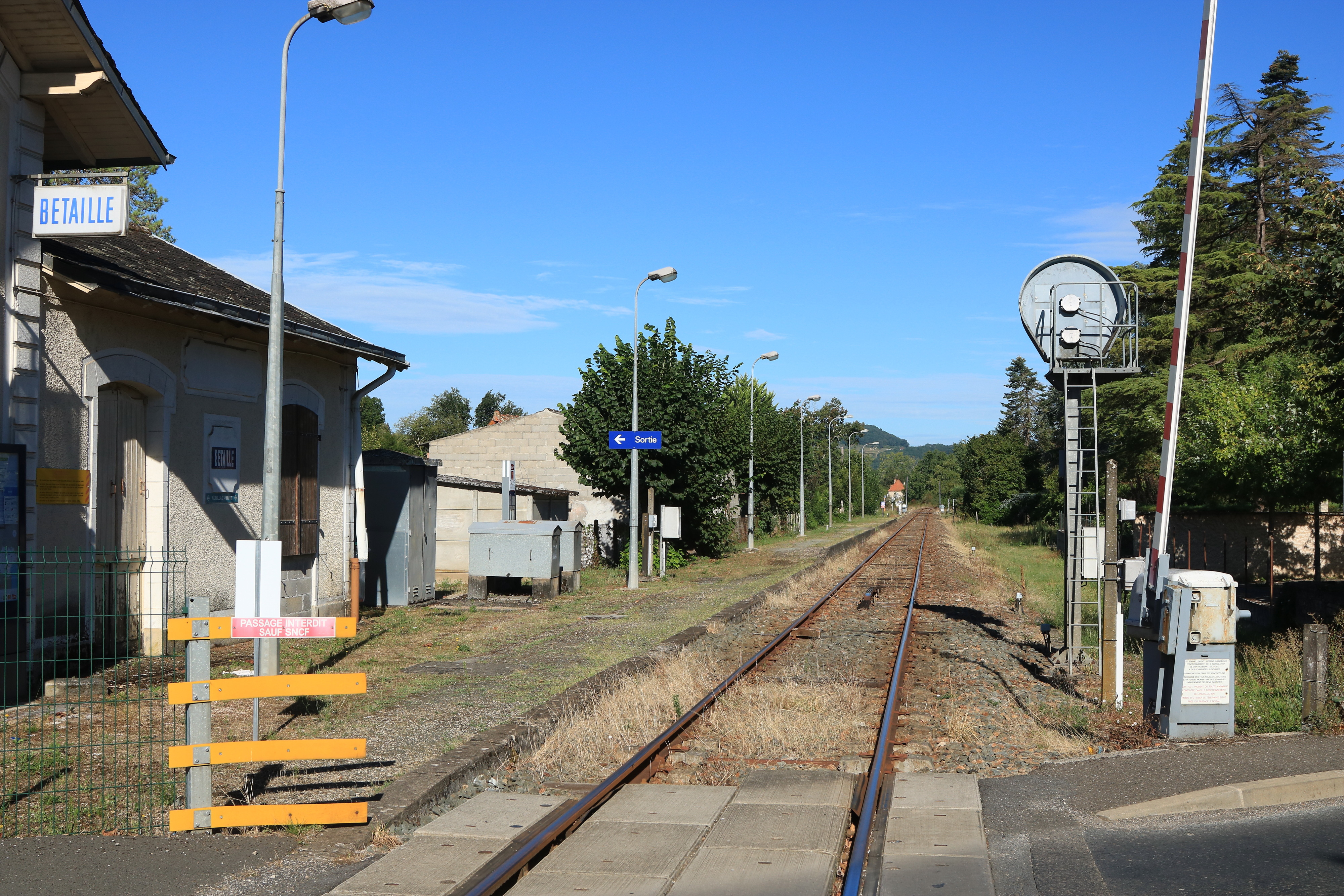
Vue du quai en direction de Brive.

Un seul train TER Auvergne-Rhône-Alpes, en provenance de Brive-la-Gaillarde et à destination d'Aurillac, dessert la gare les samedis, dimanches et fêtes.

### Intermodalité
Un parking pour les véhicules y est aménagé.

## Patrimoine ferroviaire
Le site de la gare, à côté du passage à niveau, comporte plusieurs anciens édifices.